# Sipe Sipe
Sipe Sipe – miasto w Boliwii, w departamencie Cochabamba, w prowincji Quillacollo.